# Joshua Harris
Joshua Harris (* 30. prosince 1974 v Daytonu v Ohiu) je americký bývalý protestantský pastor a spisovatel, autor bestsellerů S nikým nechodím a nejsem cvok, Ani ň a My dva spolu. V letech 2004–2015 byl vedoucím pastorem megasboru Covenant Life Church v Gaithersburgu v Marylandu. V roce 2018 veřejně, prostřednictvím sociálních sítí, deklaroval významnou revizi svých dosavadních názorů týkajících se sexuality; následujícího roku se rozešel se svou manželkou a oznámil, že odpadl od křesťanské víry.

## Život
Joshua Harris se narodil jako první ze sedmi dětí Gregga a Sono Harrisových, průkopníků křesťanského domácího vzdělávání v USA. S manželkou Shannon má tři děti.
Aktuálně pracuje jako kouč.

## Knihy
- I Kissed Dating Goodbye poprvé v roce 1997, poslední vylepšená verze: Multnomah, 2003. ISBN 1-59052-135-8 – česky vyšlo poprvé v roce 2003 jako S nikým nechodím a nejsem cvok, další (rozšířené a opravené) vydání v roce 2004.
- Boy Meets Girl: Say Hello To Courtship. Multnomah, 2000. ISBN 1-57673-709-8 – česky vyšlo v roce 2005 jako My dva spolu (překlad Jana Vojtková, ISBN 80-86849-13-9)
- Not Even a Hint. Multnomah, 2003. ISBN 1-59052-147-1 (znovu vydáno jako Sex Isn't the Problem, Lust Is in 2005. ISBN 1-59052-519-1) – česky vyšlo v roce 2004 jako Ani ň (překlad Zuzana Kempná, ISBN 80-86849-02-3)
- Stop Dating the Church! Multnomah, 2004. ISBN 1-59052-365-2 – česky vyšlo v roce 2008 jako Vášeň pro církev (překlad Jana Vojtková, ISBN 978-80-86849-47-8)
- Dug Down Deep vyjde: Multnomah, 2010.